# Indian Hill, Ohio
Indian Hill (tiếng Anh: The City of The Village of Indian Hill, "Thành phố Làng Indian Hill") là một thành phố ở Quận Hamilton, Ohio, Hoa Kỳ, và khu ngoại ô của Cincinnati. Theo Thống kê Dân số Hoa Kỳ năm 2000, thành phố có dân số 5.907.

## Địa lý
Indian Hill nằm tại tọa độ 39°11′57″B 84°20′23″T / 39,19917°B 84,33972°T (39,199193, −84,339718).
Theo Cục Thống kê Dân số Hoa Kỳ, thành phố này có tổng diện tích là 48,1 km² (18,6 sq mi). Trong đó, 48,0 km² (18,5 sq mi) là đất và 0,2 km² (0,1 sq mi) là nước. Diện tích mặt nước chiếm 0,32% tổng diện tích. Thành phố này nằm 171 m (561 ft) trên mực nước biển.

## Nhân khẩu
Theo Thống kê Dân số Hoa Kỳ năm 2000, thành phố có dân số 5.907 người, 2.066 gia hộ, và 1.751 gia đình sống trong thành phố. Mật độ dân số là 123,1 người/km² (318,7 người/sq mi). Có 2.155 đơn vị nhà ở với mật độ trung bình 44,9 người/km² (116,3 người/sq mi). Trong dân số thành phố này, 94,41% là người da trắng, 0,54% là người da đen hay Mỹ gốc Phi, 0,08% là người Mỹ bản thổ, 3,88% là người gốc Á, 0,15% từ các chủng tộc khác, và 0,93% từ hơn một chủng tộc. 0,59% dân số là người Hispanic hay Latinh thuộc một chủng tộc nào đó. (Xem Chủng tộc và dân tộc trong Thống kê Dân số Hoa Kỳ.)
Trong số 2.066 gia hộ ở trong thành phố có 40,9% hộ có trẻ em dưới 18 tuổi sống chung với họ, 80,3% là đôi vợ chồng sống với nhau, 2,8% có một chủ hộ nữ không có mặt chồng, và 15,2% không phải gia đình. 14,4% gia hộ có cá nhân sống riêng và 8,5% có người sống một mình 65 tuổi trở lên. Cỡ hộ trung bình là 2,86 người và cỡ gia đình trung bình là 3,16 người.
Trong thành phố, 30,3% dân số chưa 18 tuổi, 4,3% từ 18–24 tuổi, 16,1% từ 25–44 tuổi, 34,6% từ 45–64 tuổi, và 14,8% từ 65 tuổi trở lên.
Thu nhập trung bình của một gia hộ trong thành phố là 158.742 đô la mỗi năm và thu nhập trung bình của một gia đình là 179.356 đô la. Phái nam có thu nhập trung bình 100.000 đô la so với 66.875 đô la của phái nữ. Thu nhập bình quân đầu người là 96.872 đô la. Có 1,6% của các gia đình và 2,4% dân số sống dưới mức nghèo khổ, trong đó có 4,5% những người chưa 18 tuổi và không có người nào 65 tuổi trở lên.